# Phragmipedium richteri
Phragmipedium richteri é uma espécie de orquídea terrestre, família Orchidaceae, que habita o Peru.